# 다이앤 게레로
다이앤 게레로(Diane Guerrero, 1986년 7월 21일 ~ )는 미국의 배우이다. 드라마 《오렌지 이즈 더 뉴 블랙》의 마리차 라모스 역과 드라마 《제인 더 버진》의 리나 역으로 잘 알려져 있다.

## 출연 작품
- 킬러맨, 2019 - 롤라 역
- 저스티스 리그 vs 더 페이탈 파이브, 2019 - 제시크 크루즈 / 그린 랜턴 역 (목소리)